# Закладка (альпінізм)

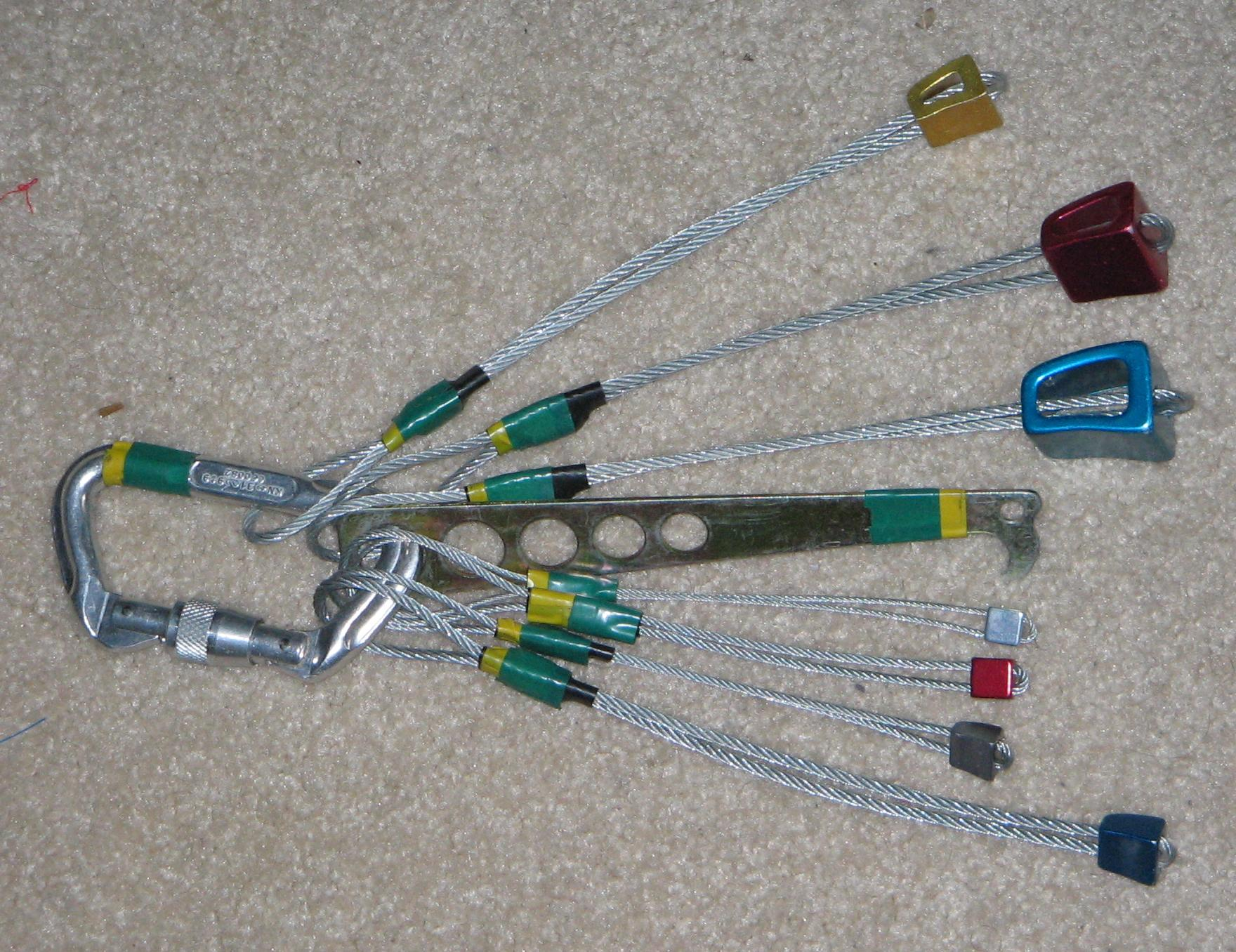
Закладки різних розмірів і пристосування для зняття закладок.

Закладка — пристосування, вживане в альпінізмі і скелелазінні для організації  страховки.

## Види закладок

### Стоппери
Стоппери виготовляється з металу (в основному з алюмінію) у формі трапецеїдальної призми з гранями 7 ° … 15 ° (такі кути найчастіше зустрічаються в скельних тріщинах), іноді з порожнистим отвором всередині. Крізь призму протягнуто сталевий трос в формі петлі для карабіна. Останнім часом з'явилися стоппери з вигнутою робочою поверхнею — вони надійніше схоплюються в тріщинах. Стоппери мають різні розміри для щілин від 0,5 до 5 см шириною.

### Гексагональні скельні закладки
Існують також гексагональні скельні закладки (гекси). Вони являють собою шестигранник з гранями різного розміру. В результаті закладка має не дві, а три пари робочих граней для заклинювання різних розмірів. Гексагональні закладки застосовуються на більш широких тріщинах (до декількох сантиметрів). Три пари граней призначені для тріщин різного розміру, і заповнюють увесь конкретний діапазон ширини тріщин. Набір декількох гексагональних закладок дозволяє забезпечити точку страховки на досить великому діапазоні ширини тріщин.

### Copper Head
Для проходження стін з дрібними глухими тріщинами використовуються копперхеди (від англ. copper head — букв., «Мідна голова») — закладки з м'якого і в'язкого металу (мідь, алюміній), які напресовані на трос (монокабель або петлю). Копперхеди забиваються скельним молотком, часто при цьому вони розплющуються, так що не завжди їх можна вийняти з тріщини.

### Френди
Френди — найбільш досконалі і зручні скельні закладки для великих тріщин (шириною до декількох сантиметрів). Френд є досить складним пристроєм. Його робочі елементи являють собою ексцентрики, закріплені на одній осі. Один френд може працювати на тріщинах, що розрізняються по ширині в півтора-два рази. Він вставляється в тріщину однією рукою і заклинюється автоматично.

## Рекомендації щодо використання

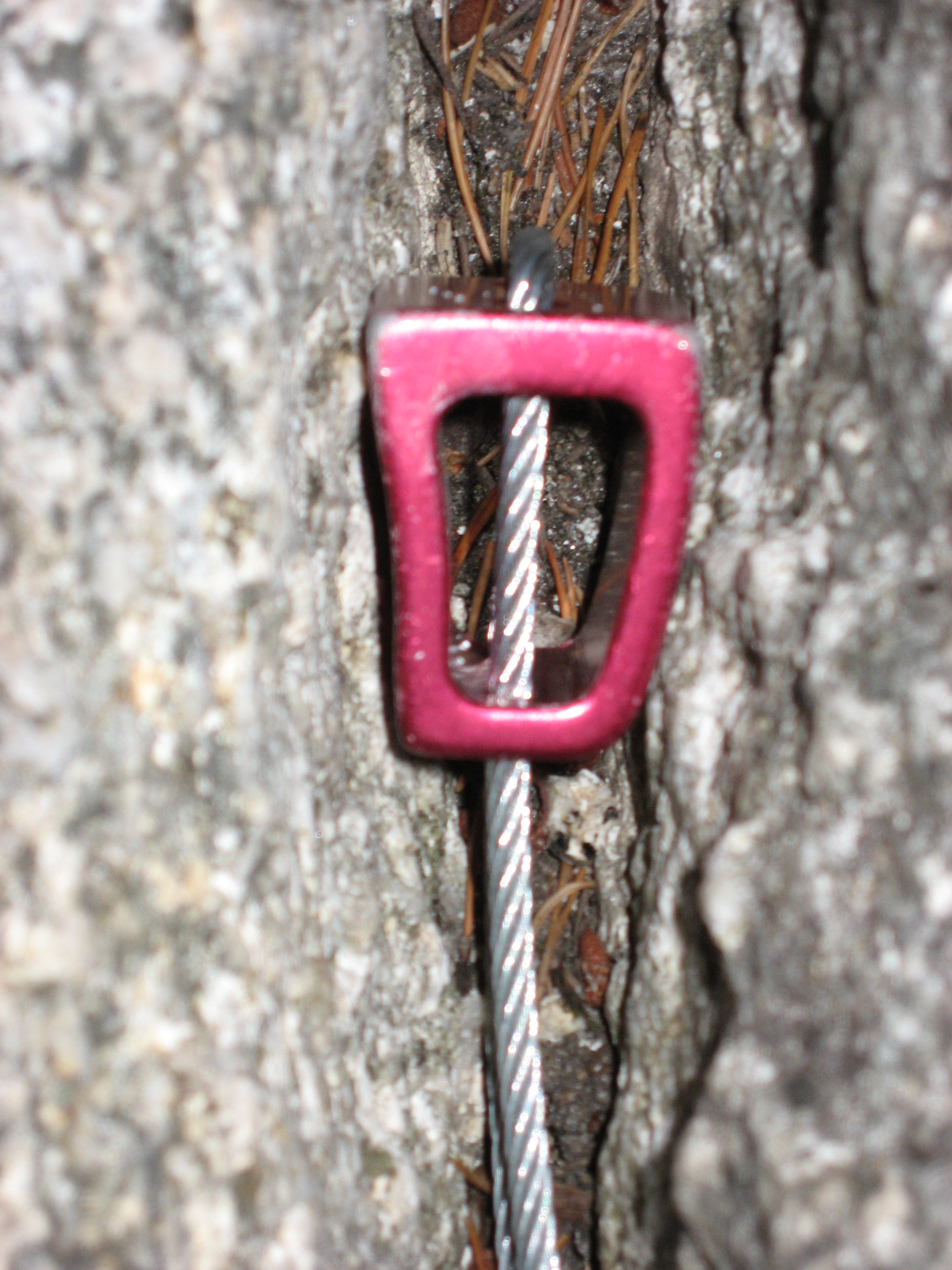
Використання закладки.

Закладки, поставлені в вертикальні тріщини, вважаються одним із найнадійніших пристосувань для страховки на скелях. Основна тонкість застосування полягає в тому, що закладка дуже надійна при навантаженнях, спрямованих вниз. При навантаженнях, спрямованих назовні (наприклад, проміжні точки страховки), а також у горизонтальних тріщинах закладки можуть вилетіти.
Щоб запобігти вилітанню закладок, можна застосувати наступні заходи:
- Підбити закладку молотком (непопулярний захід, псує закладку, після цього її важко витягнути, але зате дуже ефективно). Використовується тільки в крайньому випадку;
- Сильно смикнути за закладку, після того як вона вже встановлена, цим вона заклинюється в тріщині і не вискакує при бічних навантаженнях. Найпоширеніший прийом;
- Повісити на закладку додаткову відтяжку або карабін. Широко застосовується, але призводить до додаткової витрати спорядження;
- Поставити ще одну закладку, яка діє в протилежному напрямку (опозиційні системи). Ці точки блокують одна одну і використовуються разом. При цьому підвищується надійність. Недоліки — додаткова витрата спорядження і часу на установку точки страховки.

Закладки не дозволяється використовувати як верхню базу. У крайніх випадках можна використовувати дві закладки, які діють в протилежних напрямках.